# William Silkworth
William Sylvester „Bill” Silkworth (ur. 28 października 1884 w Brooklynie, zm. w kwietniu 1971 w Hempstead) – amerykański strzelec, mistrz olimpijski.
Uczestniczył w Letnich Igrzyskach Olimpijskich 1924 w jednej konkurencji. W trapie drużynowym Amerykanie zostali złotymi medalistami, a Silkworth uzyskał trzeci wynik w zespole (skład reprezentacji: Fred Etchen, Frank Hughes, John Noel, Clarence Platt, Samuel Sharman, William Silkworth).
W 1918 roku został prezesem Consolidated Stock Exchange of New York. W 1923 roku został zmuszony do rezygnacji ze stanowiska w związku z niejasnościami co do wartości jego depozytów bankowych. Wynosiły one 123 tys. dolarów przy pensji 10 tys. dolarów. 28 maja 1924 roku, a więc zaledwie dwa dni przed wyjazdem na igrzyska olimpijskie, został oskarżony o oszukiwanie inwestorów na wartościach akcji i obligacji. Po powrocie z Paryża został postawiony wraz ze współpracownikami przed sądem. 29 listopada 1929 roku skazano go na krótki okres więzienia i na grzywnę w wysokości kilku tysięcy dolarów.

## Wyniki

### Igrzyska olimpijskie
| Igrzyska | Konkurencja | Wynik                           | Miejsce | Źródło |
| -------- | ----------- | ------------------------------- | ------- | ------ |
| IO 1924  | Trap        | 363 pkt. (druż.) 90 pkt. (ind.) |         | [ 2 ]  |